# アウディ・A1
A1は、ドイツの自動車メーカー、アウディが製造・販売する乗用車である。Bセグメントに属する。

## 初代 （8X型、2010年 - 2018年）
2007年の東京モーターショーに出品された「メトロプロジェクトクワトロ」や、2008年のパリサロンに出品された「A1スポーツバック・コンセプト」をルーツとしている。
市販型は、2010年3月のジュネーヴモーターショーで披露され（同時に、A1ベースの電気自動車「A1 e-tronプロトタイプ」も披露）、同年5月12日、発売開始。
プラットフォームは、アウディの親会社であるフォルクスワーゲンの小型乗用車・ポロ（6R型）と共通のフォルクスワーゲン・A05を使用。アウディのラインアップで、最もコンパクトなエントリーモデルである。3ドアと5ドア（スポーツバック）の2種類を用意し、従来では取り込めなかった若い顧客にもアピールする。
エクステリアは、アウディのアイデンティティである「シングルフレームグリル」など、ファミリーのデザインアイコンを色濃く受け継いでいる。Aピラ～ルーフ～Cピラーと、一続きに描かれるラインが特徴である。インテリアは、航空機をモチーフとしてデザインされた。インパネは翼を、エアコン吹出口はタービンを模したデザインを採用。さらに、内外装のデザインについても、ルーフアーチのカラーリング、インテリアの発光ダイオード照明色、エアコン吹き出し口のカラーリング、シートカバーなど、オーナーの趣味に合わせて、多彩なカスタマイズが可能となっている。

### メカニズム
エンジンは、1.6Lディーゼルエンジンの直列4気筒・TDI（2種）と、1.2Lもしくは1.4Lガソリンエンジンの直列4気筒・TFSI（直噴ターボ）の計4種をラインナップ。1.4Lターボは、最高出力122PSを発生。なお、全てのユニットにアイドリングストップ機構が備わる。トランスミッションは5速MTに加え、1.4Lターボにのみ7速Sトロニック（DCT）も用意される。
ボディは、コスト面の制約上オールアルミ構造「ASF」の導入こそ見送られたものの、高張力鋼を多用することで、ボディ本体の重量を221kgとした。これにより、車両重量も1,045kg以下にまで抑えられ、クラストップレベルの軽量化を実現している。

### 日本での販売
2011年1月11日、3ドアモデルを発表・発売。グレードは、1.4Lの直列4気筒・TFSIに、7速Sトロニックとの組み合わせのみとなる。羽田空港第2ターミナルの2Fにあった「Audi A1 Shop」において、実車が1月1日～3月下旬まで展示された。また、同年11月に開催された東京モーターショーにて、サッカー日本代表のトレードカラーであるサムライブルーで仕立てられた「A1 SAMURAI BLUE」を展示した。後に、当車両を511万円で発売することを発表したうえで、全国キャラバンを実施した。購入者は抽選で選ばれ、2012年5月13日、当選した男性に、サッカー日本代表監督のアルベルト・ザッケローニより、直接キーが手渡された。なお、売上の一部は、日本サッカー協会と合同で、サッカーファミリー復興支援金として寄付される。
2012年5月13日、「SAMURAI BLUE」のエッセンスを散りばめた特別仕様車「A1 SAMURAI BLUE Limited Edition」を発売。エクステリアとインテリアには、サムライブルーのアクセントが入る。111台の限定モデルとし、ザッケローニの認定書が付く。価格は、345万円。
同年6月4日、5ドア車の「スポーツバック」を追加発売。2011年の東京モーターショーにて参考出品車として世界初公開され、欧州市場では翌2012年1月より販売が開始されていた。3ドアとのエクステリア上の違いは、Bピラーを230mm前方に移動させて、リアドアを設けたことと、後席の頭上空間を確保するため、ルーフを80mm以上も後方へと延長したことにある。そのため、3ドアと比べるとリアウィンドウの傾斜が緩く、ハッチゲートの切り欠き方も異なる。全幅と全高が6mm増加しているものの、全長は3ドアと同一である。日本市場では、「1.4TFSI」と「1.4TFSI スポーツパッケージ」の2グレードを展開する。メカニズムも、3ドアモデルと同様である。
2014年11月5日、スポーツグレード「S1」と「S1スポーツバック」を追加発売。6速MTと2.0Lの直列4気筒・TFSIが搭載されるとともに、通常グレードには設定のない、四輪駆動（クワトロシステム）が組み合わされる。
2015年6月18日、マイナーチェンジ。内外装のデザインが刷新されたほか、新エンジンが追加された。エクステリアでは、ヘッドライトやLEDテールランプ、前後バンパーや、ワイドになったシングルフレームグリルなどのデザインを変更するとともに、全長が20mm延長された。インテリアではアルミニウムルックや、ハイグロスブラックの装飾を増やした。また、電動パワーステアリングを新たに採用し、燃費向上と、高い走行安定性を実現した。「1.4TFSI Cylinder on Demand」には、アウディドライブセレクトを標準装備とした。安全面では、衝突後に自動的にブレーキをかけて二次衝突の危険を防ぐマルチコリジョンブレーキを新採用した。さらに、アウディ史上初となる、新開発の1.0L 直列3気筒・TFSIエンジンを新たに採用した。JC08モード燃費も、アウディとして過去最高の 22.9km/ℓを達成。加えて、気筒休止システム・シリンダー オン デマンド（Cylinder on Demand）を備えた1.4L 直列4気筒・TFSIエンジンは、10ps出力を向上させた。新たなグレードとして、スポーツシートやスポーツサスペンションなどを備えた「Sport」も設定された。

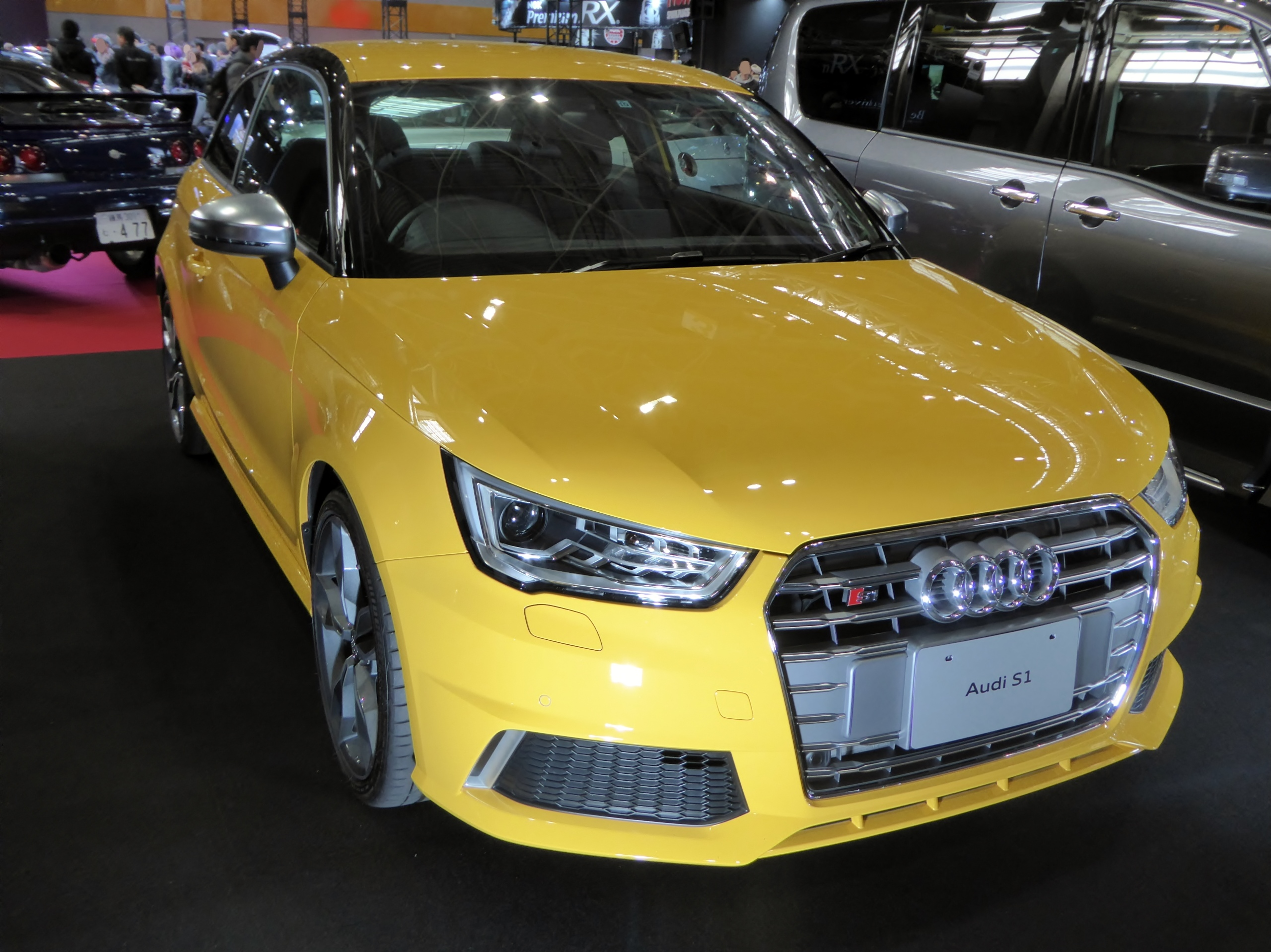
S1
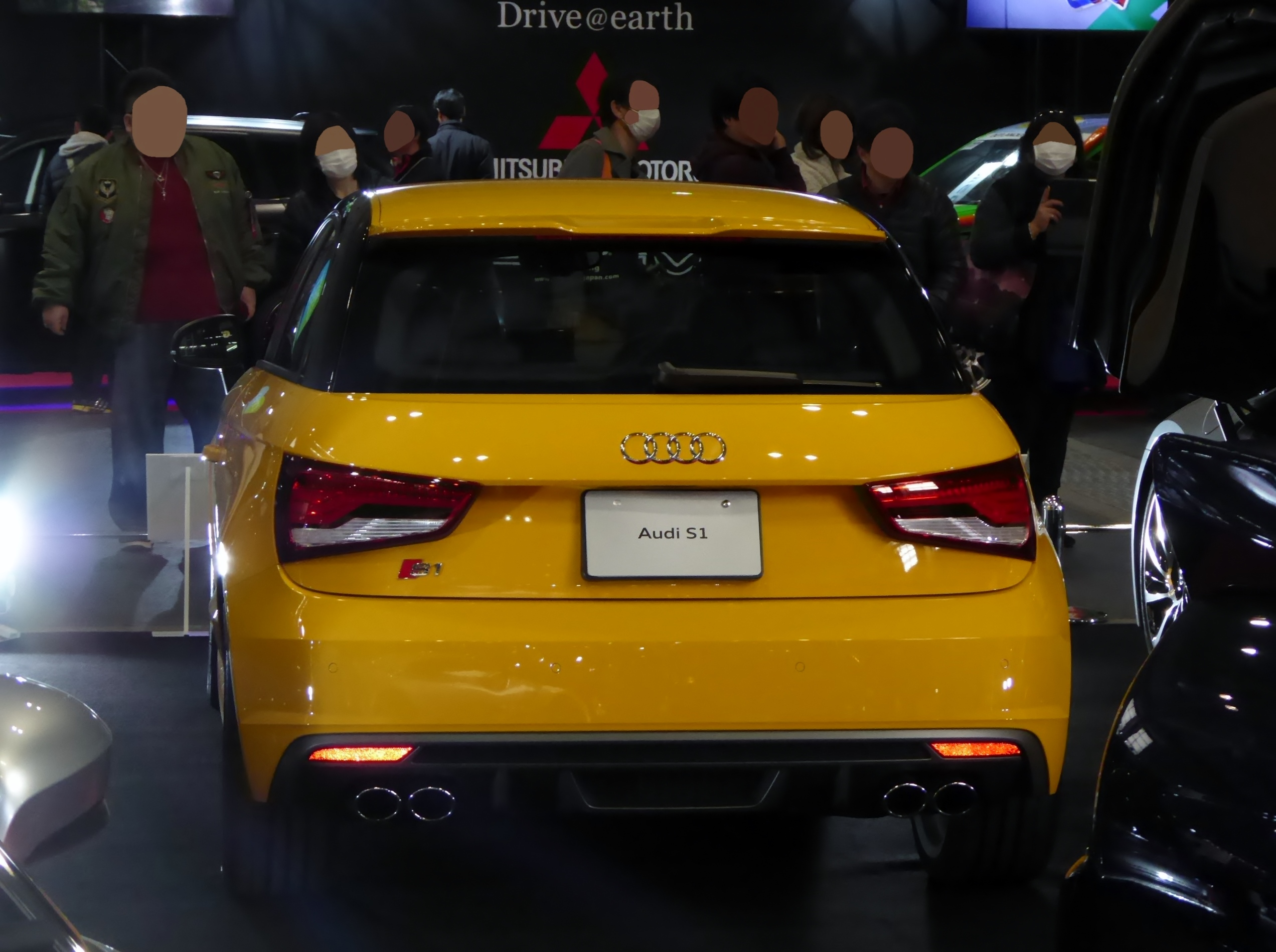
S1
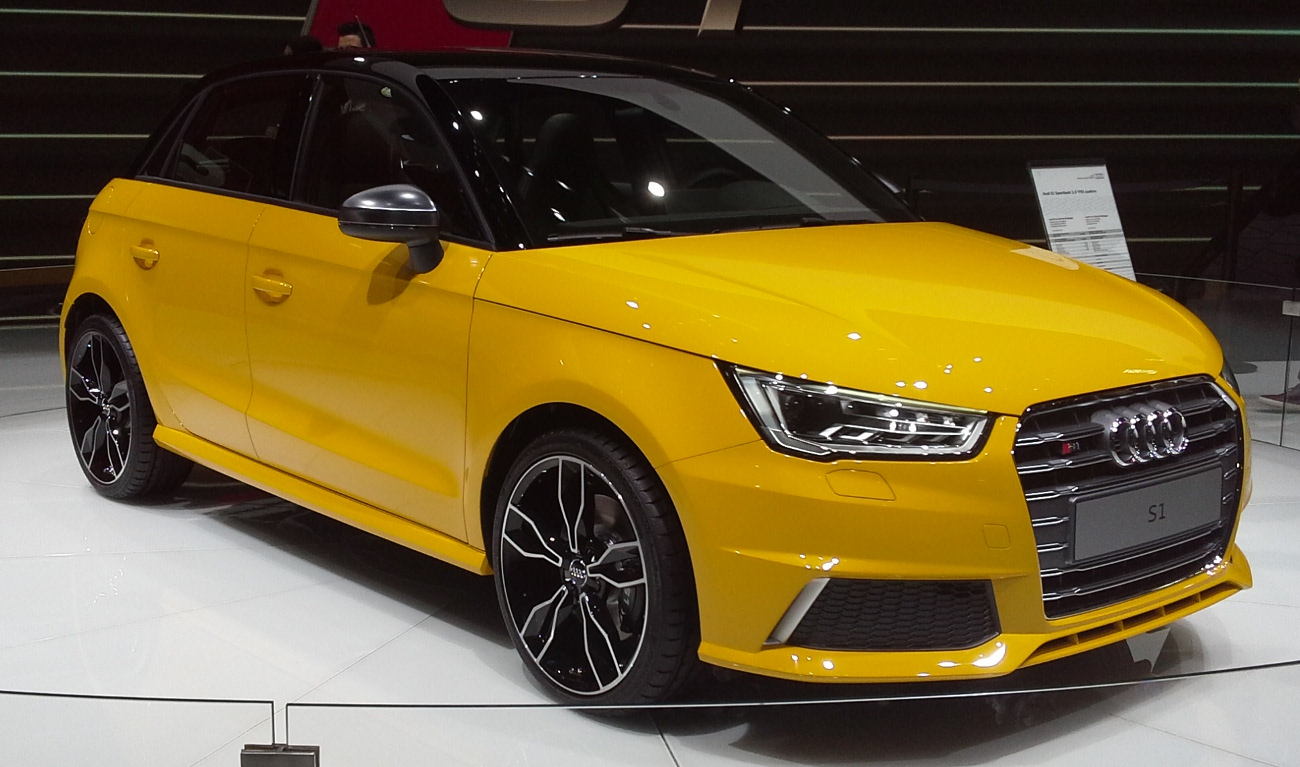
S1スポーツバック
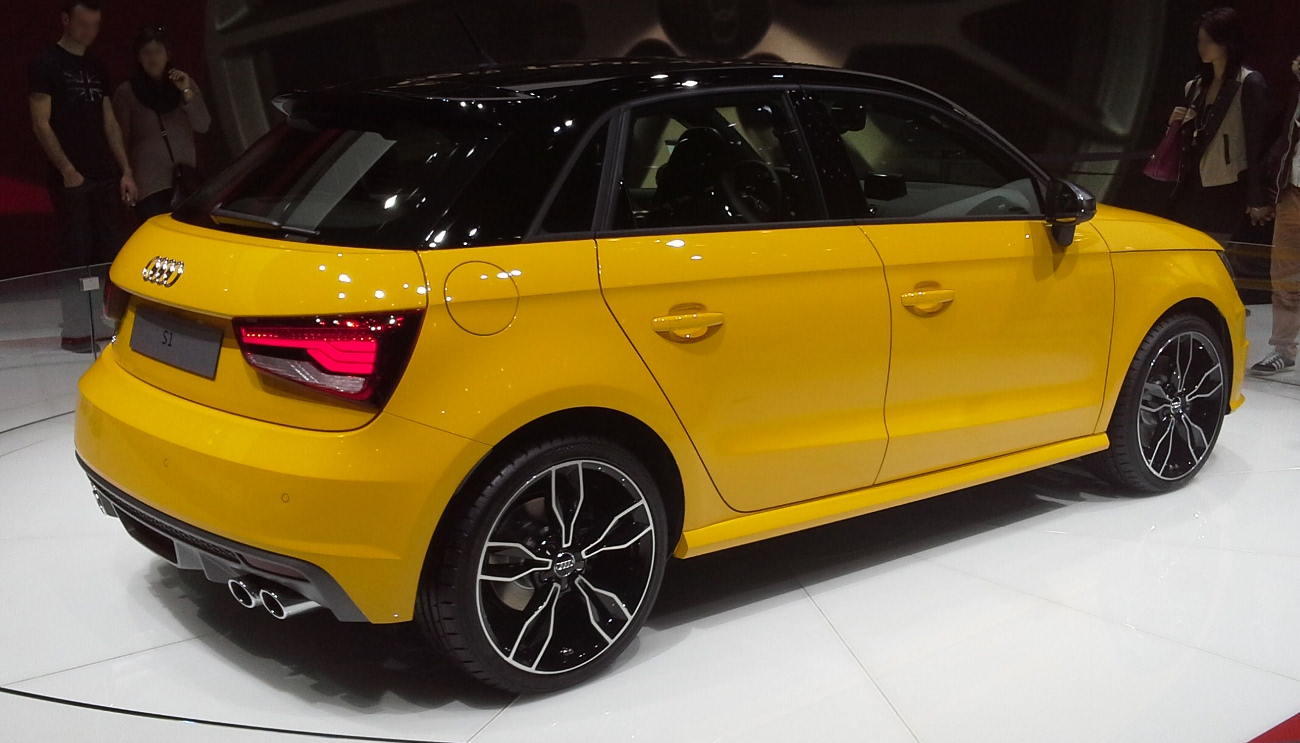
S1スポーツバック

### エンジン
| ガソリンエンジン            | ガソリンエンジン   | ガソリンエンジン | ガソリンエンジン             | ガソリンエンジン                 | ガソリンエンジン | ガソリンエンジン | ガソリンエンジン                  | ガソリンエンジン        | ガソリンエンジン |
| グレード                    | エンジン           | 排気量           | 最大出力                     | 最大トルク                       | 0–100km/h        | 最高速度         | 変速機                            | 二酸化炭素排出量        | 製造期間         |
| --------------------------- | ------------------ | ---------------- | ---------------------------- | -------------------------------- | ---------------- | ---------------- | --------------------------------- | ----------------------- | ---------------- |
| 1.0 TFSI                    | 直列3気筒 （CHZB） | 999cc            | 95PS（70kW） /5,000-5,500rpm | 160Nm /1,500-3,500rpm            | 10.9秒           | 186km/h          | 5速MT 7速Sトロニック (オプション) | 97（g/km）              | 2015年-          |
| 1.2 TFSI                    | 直列4気筒 （CBZA） | 1,197cc          | 86PS（63kW） /4,800rpm       | 160Nm /1,500-3,500rpm            | 11.7秒           | 180km/h          | 5速MT                             | 118（g/km）             | 2010年-          |
| 1.4 TFSI                    | 直列4気筒 （CAXA） | 1,390cc          | 122PS（90kW） /5,000rpm      | 200Nm /1,500-4,000rpm            | 8.9秒            | 203km/h          | 6速MT 7速Sトロニック (オプション) | 124（g/km） 122（g/km） | 2010年-          |
| 1.4 TFSI cylinder on demand | 直列4気筒 （CAVE） | 1,390cc          | 185PS（136kW） /6,200rpm     | 250Nm /2,000-4,500rpm            | 6.9秒            | 227km/h          | 7速Sトロニック                    | 139（g/km）             | 2011年-          |
| 2.0 TFSI                    | 直列4気筒 （CWZA） | 1,984cc          | 231PS（170kW） /6,000rpm     | 370Nm /1,600-3,000rpm            | 5.8秒            | 250km/h          | 6速MT                             | 162（g/km）             | 2014年-          |
| ディーゼルエンジン          |                    |                  |                              |                                  |                  |                  |                                   |                         |                  |
| グレード                    | エンジン           | 排気量           | 最大出力                     | 最大トルク                       | 0–100km/h        | 最高速度         | 変速機                            | 二酸化炭素排出量        | 製造期間         |
| 1.6 TDI                     | 直列4気筒 （CAYC） | 1,598cc          | 105PS（77kW） /4,400rpm      | 250Nm（184lbft） /1,500-2,500rpm | 10.5秒           | 190km/h          | 5速MT                             | 99（g/km）              | 2010年-          |

### コンセプトカー
市販前から、複数のコンセプトカーが発表された。その大半は、ハイブリッドカーとプラグインハイブリッドカー（PHEV）である。

#### メトロプロジェクト・クワトロ

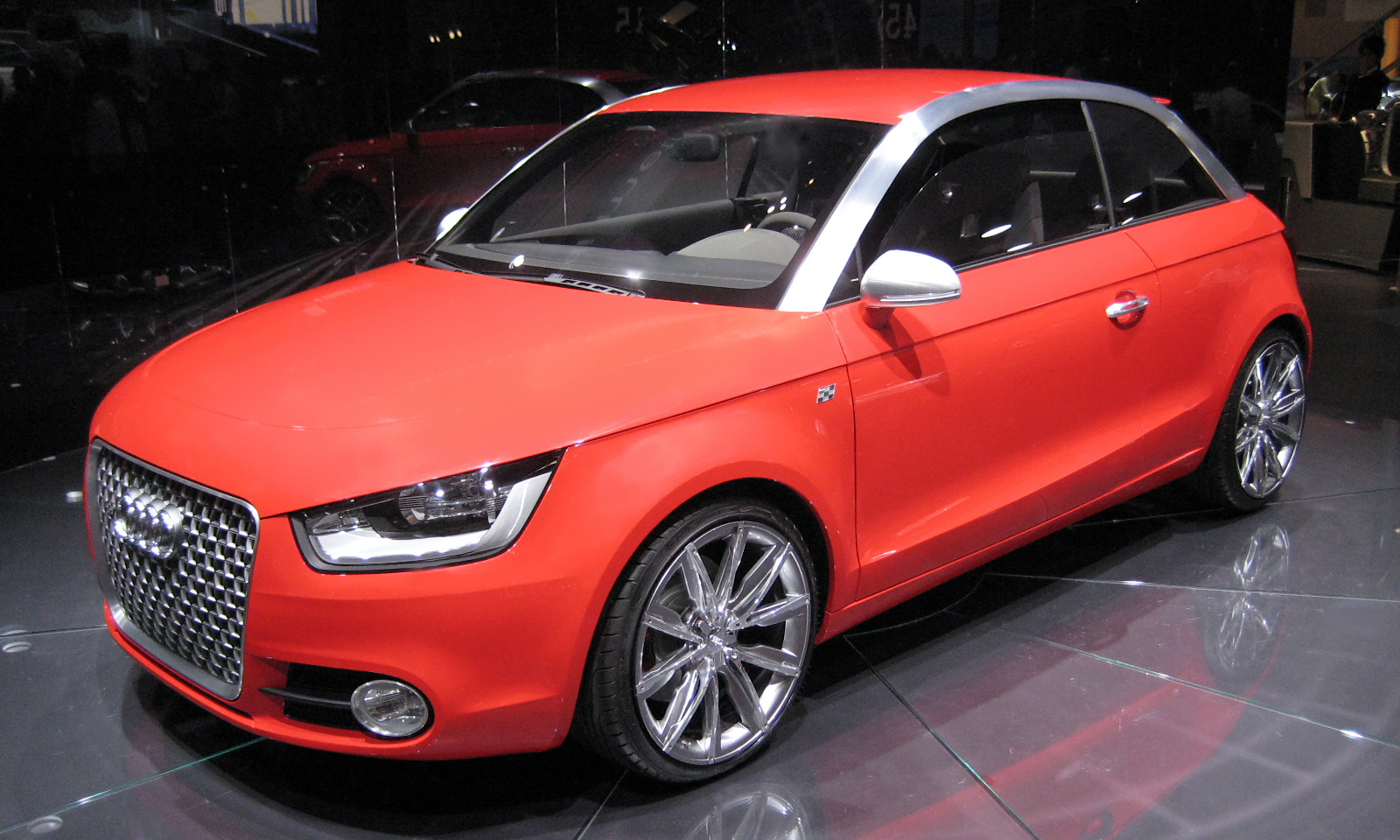
メトロプロジェクト・クワトロ

2007年の東京モーターショーで発表された、ハイブリッド仕様のコンセプトカー。パワートレインは、最高出力150ps（110kW）の1.4L 直列4気筒・TFSIエンジンと、最高出力41ps（30kW）・最大トルク20.5kgm（201Nm）を発生させる電気モーターを組み合わせており、エンジンは6速Sトロニックを介して前輪を、モーターは後輪を駆動する。
充電1回あたりの航続距離は、100km/h走行時で100kmと、ガソリン車に比べて、燃料消費を最大15%低減できるという。サスペンションは、前輪はストラット式、後輪は4リンク式を採用。
2008年のライプツィヒ国際自動車ショーでは、車名をA1 プロジェクト・クワトロと改めて展示。エクステリアデザインは、アウディプロジェクト設計者のDany Garandが担当した。

#### A1 スポーツバックコンセプト

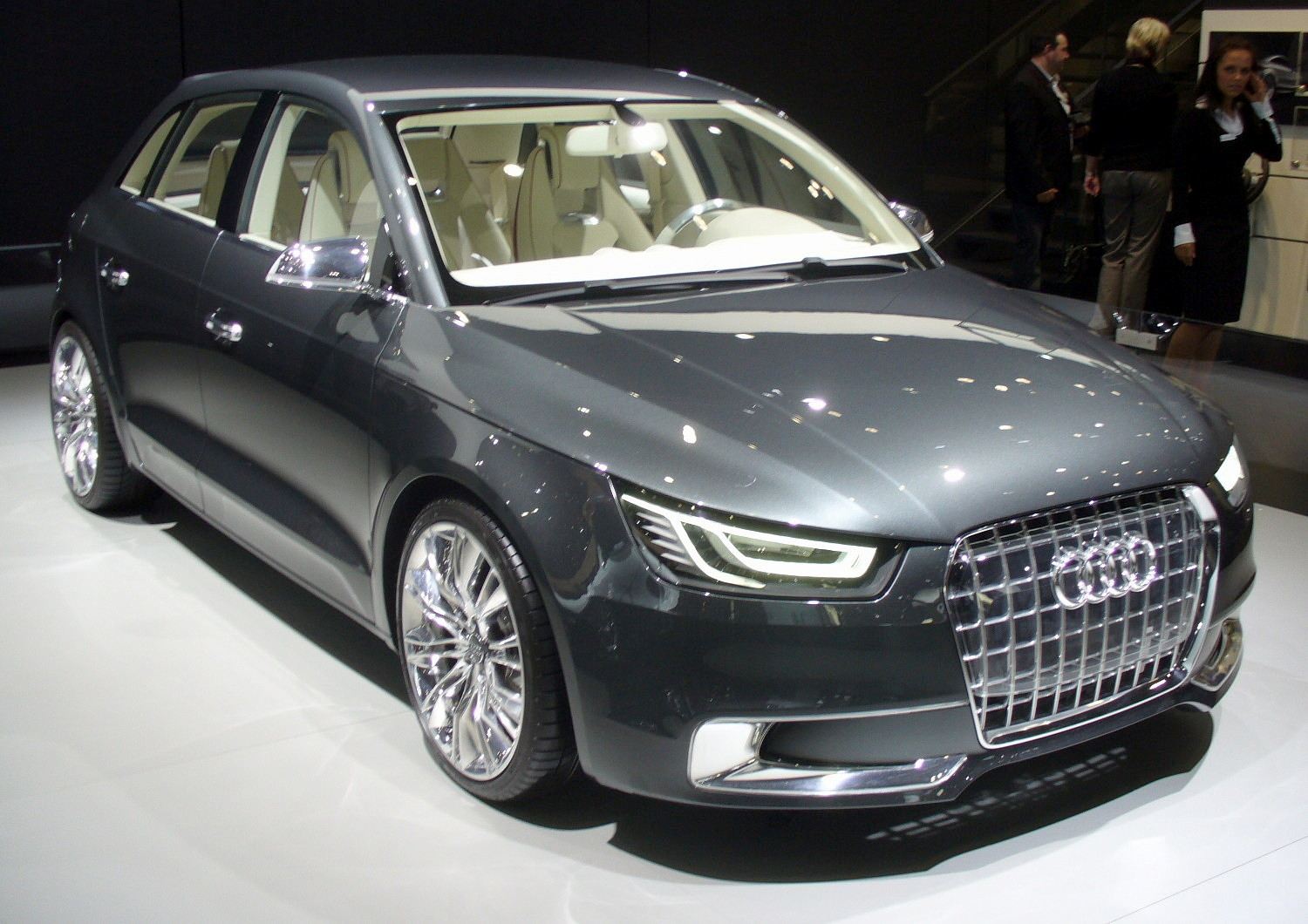
スポーツバックコンセプト

2008年10月のパリモーターショーで発表。メトロプロジェクト・クワトロの5ドア仕様で、全長が3.99mと、少し延長されたことを除けば、メトロプロジェクト・クワトロの寸法と同一である。パワートレインも、ほぼ変更はないが、電気モーターは後輪ではなく、前輪を駆動する。

#### A1 e-tron

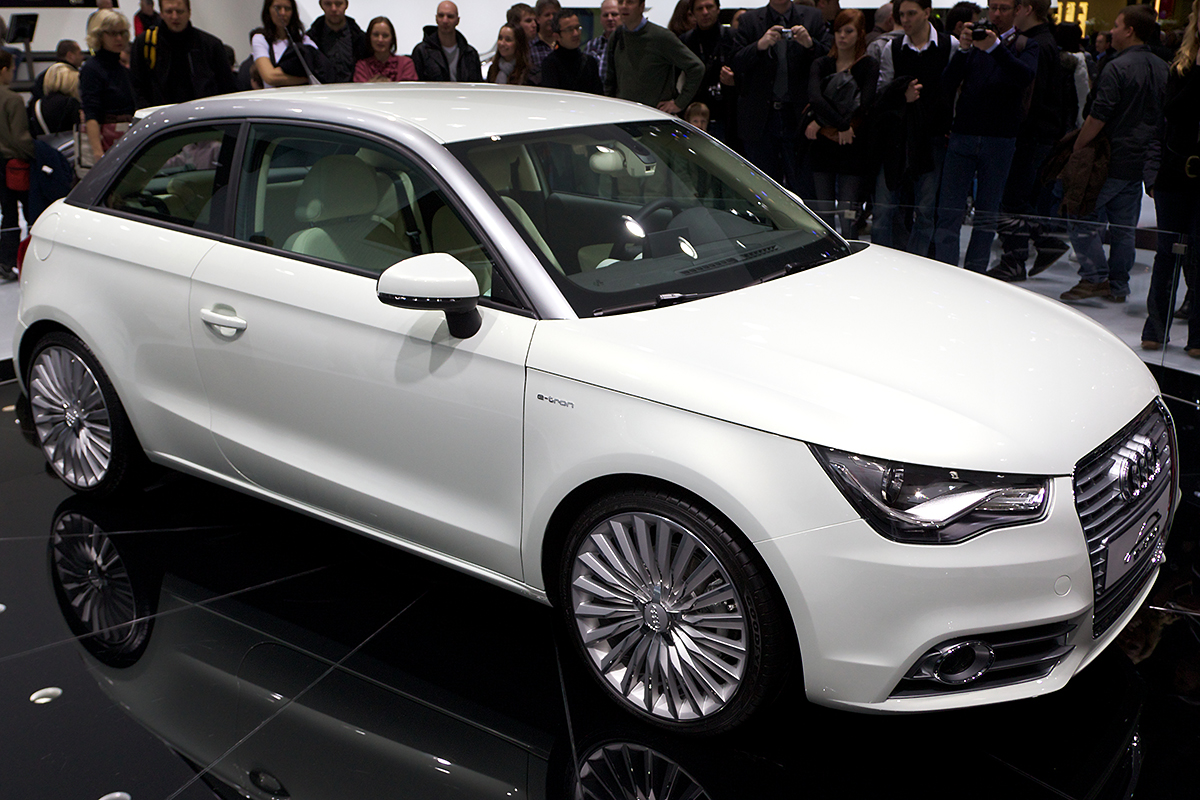
e-tron

A1の電気自動車として、2010年にジュネーヴモーターショーで発表された。定格出力45kW（61PS）、瞬間出力75kW（102PS）のPHEVである。バッテリーは、12kWhのリチウムイオン二次電池を搭載し、最大走行距離は50km。電池切れに備え、254ccのロータリーエンジンと、15kW（20PS）の発電機を備える。これにより、走行距離が200km増加すると推定される。
2010年末、ミュンヘンにて、20台のA1 e-tronを使用した実証実験が行われた。

#### A1 クラブスポーツクワトロ

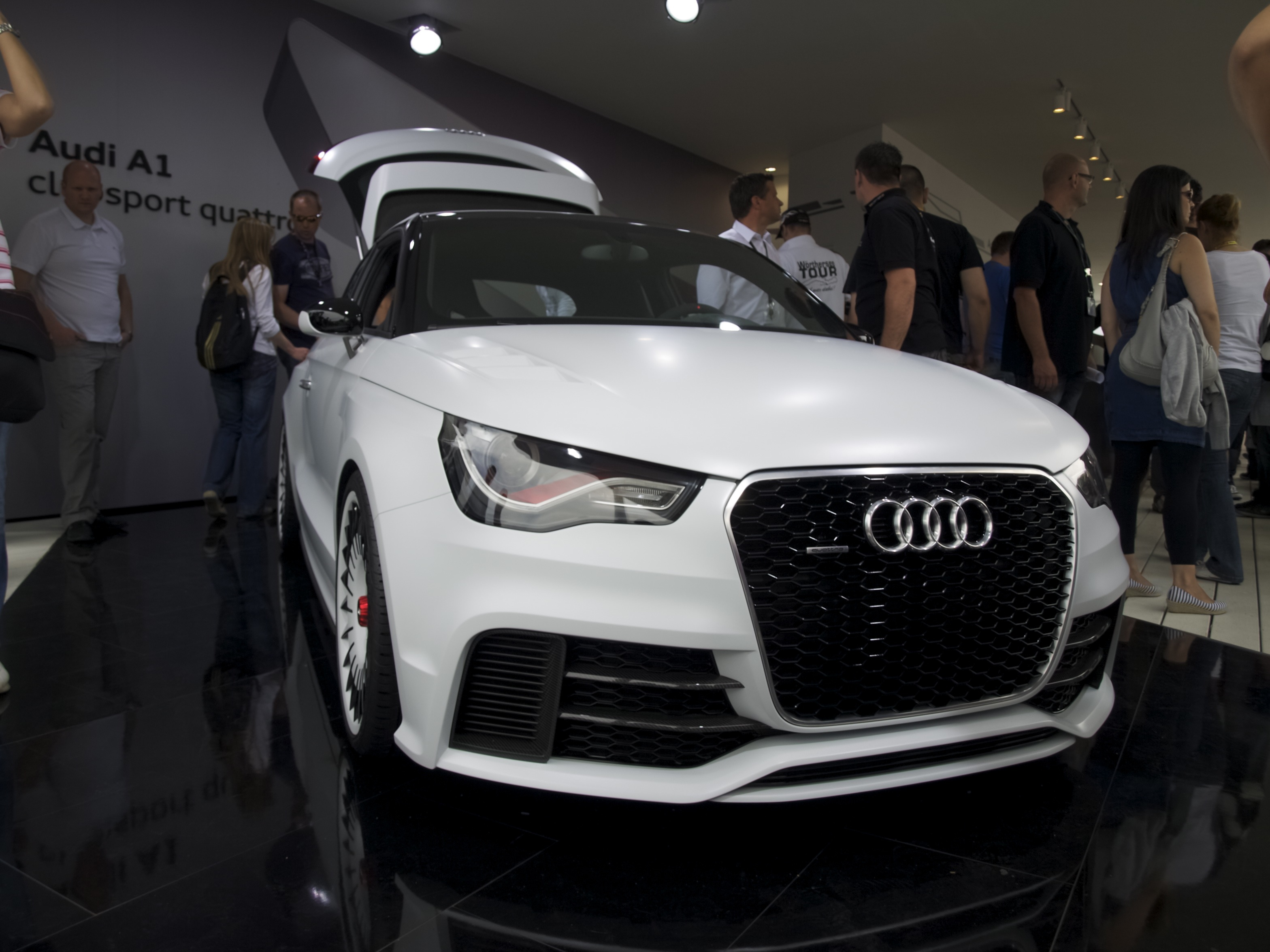
クラブスポーツクワトロ

2011年5月、ヴェルター湖のイベントにて発表。RS 3の改良型で、2.5L 直列5気筒・TFSIエンジンを搭載する。最高出力は503PS（370kW）、最大トルクは660Nm（487lbft）。エクステリアは、アウディ・クワトロの「ブリスターフェンダー」を彷彿とさせるホイールアーチが特徴で、インテリアも極限まで軽量化が図られている。

## 2代目（GB型、2018年 - ）
2018年6月20日、フルモデルチェンジ。欧州市場では、同年秋頃より販売を開始した。
先代に設定のあった、3ドアモデルが廃止され、5ドアモデルのみとなった。プラットフォームは刷新され、MQBを採用した。全長は大幅に延長され、先代モデル比で、56mm長い4.03mとなった。ホイールベースは、95mm長くなり、上位セグメントに迫る居住空間を実現したほか、荷室は65ℓ拡大した。ボディ骨格に、熱間成形スチール製のコンポーネントを採用し、剛性の高いボディと、高い組み立て精度により、静粛性を高めた。Cd値は0.31である。
運転支援システムは大幅に進化した。レーダーセンサーで、前方を走る車や道路を横断する歩行者など危険な状況を検知し、警告または緊急自動ブレーキを作動する、アウディプレセンスフロントを装備する。また、万一の際、フロントシートベルトを締め上げ、ウィンドウを自動的に閉じ、ハザードライトを点滅するなど、フルブレーキや衝突に備えて衝撃を緩和する機能も搭載した。他にもアダプティブクルーズコントロール（ACC）やアクティブレーンアシスト、ハイビームアシストも用意する。
エクステリアは、幅広く、低い位置にあるシングルフレームグリルと、サイドエアインレットが特徴的である。また、ボンネット先端に設けた3分割スリットや、ワイドなCピラーも効果的なアクセントとなる。これらは、Audi Sport quattroのオマージュであり、ワイドなトレッドと短いオーバーハングにより、スポーティで躍動感あふれるデザインとした。また、ポジショニングライトやターンインジケーター、リヤコンビネーションライトなど、全てにLEDを採用した。
インテリアは、「コンパクトクラスで最もスポーティなインテリア」を目標としてデザインされた。インストルメントパネルを、運転席側にわずかに傾斜させたドライバーオリエンテッドな空間となった。10.25インチのフル液晶ディスプレイ「デジタルインストルメントクラスター」をはじめ、10.1インチのタッチスクリーンを備えた「MMIナビゲーションシステム」や多機能の「アウディバーチャルコックピット」を装着することも可能である。USB充電ポートや、ワイヤレスチャージングに加え、Apple CarPlayやAndroid Autoが利用できる「アウディスマートフォンインターフェイス」も設定している。また、11個のスピーカーで高音質を実現する「Bang&Olufsen 3Dサラウンドシステム」もオプションで用意される。
ボディカラーは、ティオマングリーン及びパイソンイエローメタリックをはじめとする10色を用意した。ルーフカラーは、ボディ同色またはミトスブラックメタリックのコントラストルーフも選択できる。

### メカニズム
TFSIエンジンには、ターボチャージャー、直噴システム、粒子（パティキュレート）フィルターが装着される。最高出力70kW（95hp）の1.0L 直列3気筒エンジンを搭載する「25 TFSI」、85kW（116hp）のパワーを発生する「30 TFSI」、シリンダーオンデマンド効率システム（COD）を備えた、110kW（150hp）の1.5L 直列4気筒エンジンを搭載する「35 TFSI」、147kW（200hp）の最高出力と、320Nmの最大トルクを誇る「40 TFSI」の4種類を用意する。ギアボックスは6段および7段のSトロニックとなる。

### 日本での販売
2019年11月1日、正式発表（同月25日より、販売開始）。発表当初のグレードは、新開発の1.5L TFSIエンジンを搭載する「35 TFSI」のみとなる。全車にCODとアウディプレセンスフロントが標準装備される。同時に、限定250台の特別仕様車「1st edition」も用意した。ブラックのコントラストパッケージや、17インチアルミホイールを特別装備する。
2020年6月16日、1.0L TFSIエンジンを搭載する、エントリーグレードの「25 TFSI」が追加された。先代と比べ、最大トルクが15Nmアップした。「35 TFSI」と同様に、7速Sトロニックトランスミッションが組み合わされる。
同年11月24日、最低地上高を40mmアップし、オフロードルックの専用デザインを採用した、限定250台の特別仕様車「citycarver limited edition」を発売した。エクステリアは、オクタゴン（八角形）のシングルフレームグリルや、コントラストルーフをはじめ、ブラックアピアランスパッケージや、専用17インチアルミホイールも装備する。インテリアには、S lineインテリアプラスパッケージや、ナビゲーションパッケージ、コンビニエンスパッケージや、センターアームレストをはじめ、アシスタンスパッケージなどを標準装備とした。エクステリアカラーは、ミサノレッドパールエフェクト、アローグレーパールエフェクト、パイソンイエローメタリックの3色を用意する。

### エンジン
| ガソリンエンジン | ガソリンエンジン  | ガソリンエンジン | ガソリンエンジン               | ガソリンエンジン      | ガソリンエンジン | ガソリンエンジン | ガソリンエンジン | ガソリンエンジン | ガソリンエンジン |
| グレード         | エンジン          | 排気量           | 最大出力                       | 最大トルク            | 0–100km/h        | 最高速度         | 変速機           | 二酸化炭素排出量 | 製造期間         |
| ---------------- | ----------------- | ---------------- | ------------------------------ | --------------------- | ---------------- | ---------------- | ---------------- | ---------------- | ---------------- |
| 25 TFSI          | 直列3気筒 （DKL） | 999cc            | 95PS（70kW） /5,000-5,500rpm   | 175Nm /1,600-3,500rpm | 11.5秒           | 193km/h          | 7速Sトロニック   | 124（g/mi）      | 2018年-          |
| 35 TFSI          | 直列4気筒 （DAD） | 1,498cc          | 150PS（110kW） /5,000-6,000rpm | 250Nm /1,500-3,500rpm | 8.1秒            | 225km/h          | 7速Sトロニック   | 125（g/mi）      | 2018年-          |